# 地鐵中央站 (斯德哥爾摩)
地鐵中央站（瑞典語：T-Centralen）位於瑞典首都斯德哥爾摩的市中心，是斯德哥爾摩地鐵綠線、紅線與藍線的交會車站，接近中央車站的東邊街區，也因此得名。
地鐵中央站在整個地鐵系統中是最大、最繁忙的車站，同時也是唯一一座三條線均有行經的車站。平均每日的進出人次可超過16.5萬人，若計入未出閘門而僅在站內換車的旅客，則該站每日的流動人潮可達30萬人。由於中央車站和斯德哥爾摩巴士總站都在地鐵中央站的服務範圍內，使得該地成為一處擁有地鐵、火車和巴士的交通樞紐。

## 歷史

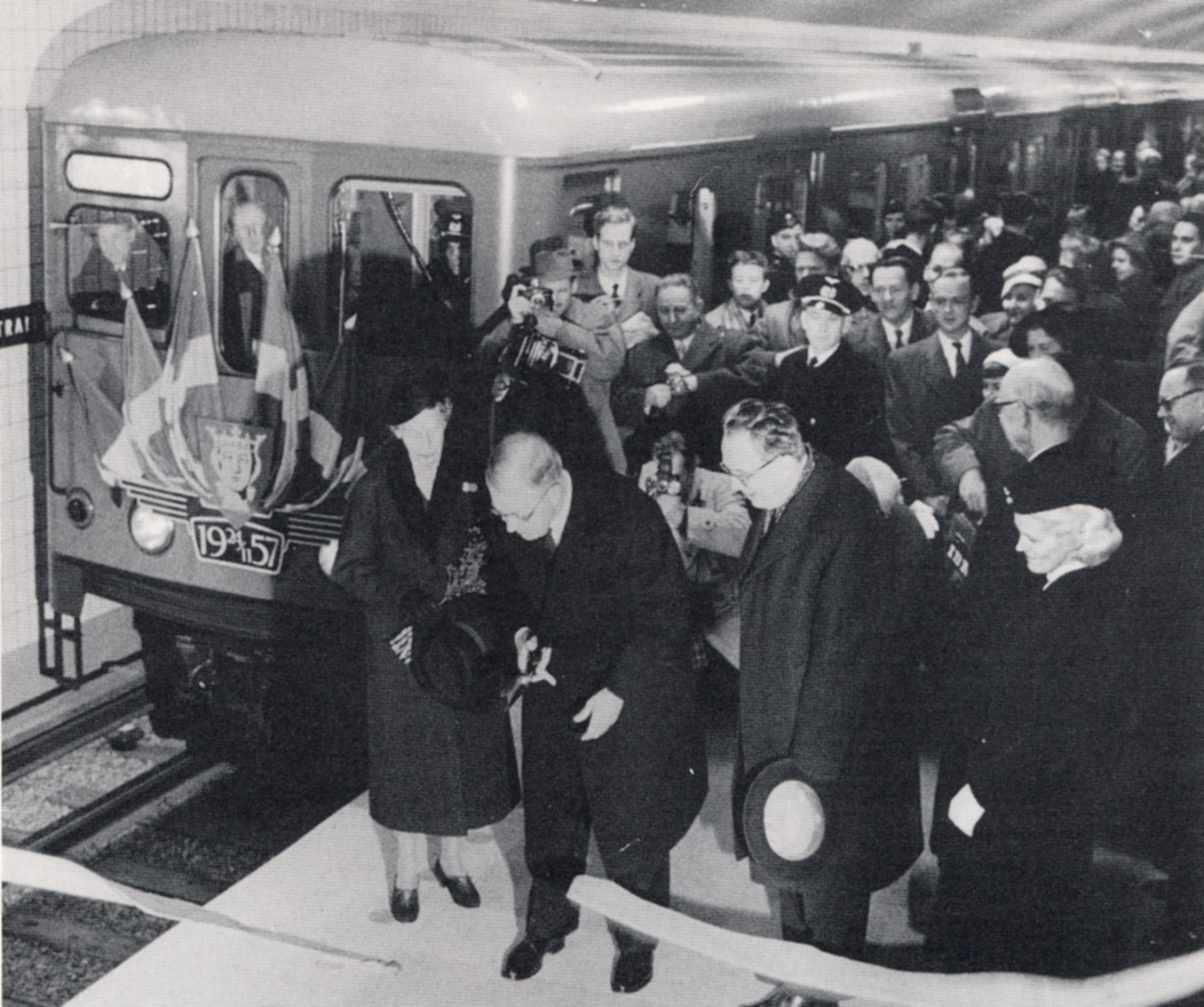
1957年11月24日在本站舉行的通車典禮，由瑞典國王——古斯塔夫六世·阿道夫親自剪綵。

本站在1957年11月24日時隨著斯魯森站至乾草市場站之間的路段通車而啟用，剛通車時的站名為「中央站」（Centralen），但自1958年1月7日起在站名中添加了地鐵的字樣，以表示兩個車站的區別。本站站體位於克拉拉教堂和奧蘭斯百貨的中間，興建紅線與綠線的月台時必須用明挖法在鬧區的街上鑿開一條溝渠，完工後再以混凝土回填。而藍線的月台則是隔了多年後才開始施工。

## 車站構造

### 大廳與出口
地鐵中央站有三個大廳，東側大廳位於車站東北邊的賽格爾廣場下，設有通往賽格爾廣場、皇后街及奧蘭斯百貨的出口，並可直接下樓到紅、綠、藍三條線的月台東端。南側大廳位於地鐵站與中央車站之間，由此可透過人行地下道前往火車站，並連接至紅、綠兩線月台的西端。第三座大廳位於地鐵站西北側的瓦薩街下方，連接至三個出口，從該大廳下樓只能到達藍線月台。

### 月台
地鐵中央站的月台共分為三層，其中紅／綠線的上層月台距離地表約8.5公尺、下層月台則深約14公尺，兩者為一組東北－西南走向的島式疊式月台，使得紅線與綠線乘客可以利用此兩層月台進行逆向的跨月台換乘，上層為綠線北上月台（第1月台）及紅線南下月台（第2月台），下層為綠線南下月台（第3月台）及紅線北上月台（第4月台）。若有需要在紅綠兩線間進行順向跨月台換乘、又不欲上下樓的旅客，則必須再搭至本站南邊的老城站或斯魯森站換車。
最底層的月台則是深達26至32公尺、呈西北－東南走向的藍線月台，此部分的站體是在1975年8月31日完工的。為了與上方的紅線和綠線連通，因此興建了電扶梯和長約100公尺的通道，該通道內設有平面電動步道以縮短徒步時間。
斯德哥爾摩通勤鐵路地下化工程——6公里長的「城市線」隧道（Citybanan）通過地鐵中央站的正下方，並設立斯德哥爾摩城市站，已经在2017年通車，并增設新的通道，從該站的火車月台分別連往地鐵藍線的月台，及紅、綠兩線的下層月台。
（下表左側為車站西方，右側為車站東方）
| 上層 月台 | 1號月台            | →綠線 往黑瑟碧灘／奧基索夫／阿維克方向→      |
| 上層 月台 | 島式月台，右側開門 |                                              |
| 上層 月台 | 2號月台            | ←紅線 往諾斯堡／福然根方向                   |
| 下層 月台 | 4號月台            | ←綠線 往斯卡普納克／法斯塔灘／哈格塞特拉方向 |
| 下層 月台 | 島式月台，左側開門 |                                              |
| 下層 月台 | 3號月台            | →紅線 往羅普斯騰／墨比中心方向→              |
| 底層 月台 | 6號月台            | →藍線 往國王花園方向→                        |
| 底層 月台 | 島式月台，右側開門 |                                              |
| 底層 月台 | 5號月台            | ←藍線 往休斯塔／阿卡拉方向                   |

## 公共藝術
地鐵中央站是全系統擁有最多公共藝術作品的車站之一，在1950年代時提出將藝術融入車站的維拉·尼爾森和希瑞·德克特兩位藝術家都替紅、綠兩線的上層月台設計了站內公共藝術。1970年代啟用的藍線月台層，則因為內壁和天花板是挖鑿的岩壁組成，而形塑了類似山洞的景觀效果，壁面上由藍、白兩種顏色的線條交織出大型的樹枝與葉片花紋，到了轉乘通道內則變成了工人與鷹架的圖案。這是芬蘭藝術家佩·奧洛夫·烏爾特維德在1975年時為通車的藍線所設計的作品，而工人的圖案則是他對參與地鐵興建的人員所表示的致意。
美國旅遊網站「BootsnAll」曾於2012年初評選全世界最美麗的15座地鐵站，斯德哥爾摩地鐵中央站即因為站內的公共藝術而被票選為第三名，僅次於蒙特婁地鐵的戰神廣場站和高雄捷運的美麗島站。

## 外部連結
- （瑞典文）Söksida - Stockholmskällan